# 反省院
反省院是1929-1938年中华民国国民政府针对政治犯的特设监狱。是近现代中国第一个以“反省”、“感化”犯人为目的的特别监狱机构。行政与经费隶属于各省高等法院，人事与业务属于党务及中统系统。较传统监狱稍显宽松，接受各省高等法院送来的“反省人”实施为期6个月的反省自新训育，期满后经评判委员会合议不准出院者，要继续留院反省，但总期不得超过5年，不能“感化”者得送法院审判或执行其刑；合议可以释放者必须取保履行自新手续。
反省人主要分三类：
- 被认为叛变共党不彻底分子
- 坚决不承认自己是共党的分子
- 被认为有共党嫌疑的人和思想左倾人员

## 历史
1927年秋，为清党目的，国民政府设立了不隶属各级法院的特别刑事法庭（简称“特刑庭”），人事行政隶属于司法行政部。中国国民党各省党部对本省特刑庭的审判有异议时，可向中央特刑庭提出非常上诉。特刑庭被告人无上诉权。1928年3月9日，国民政府公布《暂行反革命治罪法》。清党被证明不能彻底铲除共党，转变为持续的状态后，改变了彻底镇压的办法，对不属于冥顽不化的政治犯实施感化教育，以期从根源上彻底铲共、并将其转化为忠实党国的“新人”。1928年6月，冯玉祥向中央发出文电：“查豫、陕、甘各省，自清党以来，破获共党，分别拘押。现军事即将结束，此项共犯，拟将其悉数押解中央特种刑事法庭处理，或由中央派员来豫、陕、甘各省就地审判；究应如何办理？请裁夺案。”国民党中央第148次常会决议：令豫、陕、甘三省设特种刑事法庭及反省院，分别审判开释，或交反省院。1928年10月，国民政府公布《共产党人自首法》。
1929年8月15日，国民党中央执行委员会第30次常务委员会会议，对“共党”及“反革命”分子制定了四项“制裁”办法。其中第三条规定：“首都及各地设置反省院”，“俾法院辦理反革命案件。對於被告如因证据不足致不起诉或判决无罪或依法免刑时认为被告系不良分子，得送入反省院或感化院”，“以求悔悟”。1929年8月21日，国民政府训令行政院执行，设立反省院。1929年12月2日国民政府立法院通过并颁布《反省院组织条例》后，要求各省设立反省院。但各省司法经费奇缺，至1930年8月仅有广东、安徽、浙江三省设立反省院。国民党中央政治会议第238次会议决定各省限期设立反省院。至1931年10月，江苏、山东、江西、湖北、河南等省也设立了反省院。
据《反省院条例》第五条规定，凡有下列情形之一者入反省院：
- “受反革命罪刑之执行完毕仍有反革命之虞者”；
- “受反革命罪宣告一年以下有期徒刑者”；
- “依《共产党人自首法》第八条规定移送者”；
- “经中央党部议决送入反省院者”

1930年3月3日，國民政府公布《军人反省院条例》，规定:“国民政府为感化反革命军人,依据本条例设军人反省院于首都。”首都军人反省院隶属于军政部,由军政部军法司司长兼任院长。
1931年1月13日国民政府公布《危害民国紧急治罪法》。共11条。皆可判处死刑。
1933年4月29日、1934年8月8日、1935年7月25日，国民政府三次修正颁布《反省院条例》，规定各反省院院长由中央执行委员会任命。1933年4月《反省院条例》，规定：“凡犯危害民国紧急治罪法和暂行反革命治罪法之罪，受刑之执行无期徒刑逾七年，有期徒刑逾三分之一而有悔改实据者”，可转入反省院。反省院以6个月一期，使政治犯动摇、投降。6个月期满，经评审委员会评审认为可释放才释放，认为应继续反省者则继续反省。总数不得超过五年。反省期满出院，给予“自新证书”。实际上，多数人一般反省两期即可出院，长者有3期、4期的。
“训育”方法有：
- 授课
- 讲演
- 讨论
- 测验
- 个别谈话
- 类别谈话
- 集合训话 
  - “总理纪念周”训话
  - 革命纪念会训话
  - 精神训话和名人训话
- 自由阅书
- “反省录”
- “党义”研究 
  - 个别研究
  - 研究会
  - 讨论会
  - 讲演会
- 笔记
- 作业
- 思想行动之考查

1937年8月9日，中共代表周恩来、朱德、叶剑英飞抵南京，参加国防会议。1937年8月18日上午11时许，周恩来和叶剑英乘车来到吉祥村1号的“首都反省院”，当即保释王根英、夏之栩、熊天荆3人。
1938年1月，国民党中央执行委员会常务委员会第62次会议及国防最高会议常务委员会第39次会议分别做出议决，“在反省院反省之人，均准保释出院。”1938年11月19日，国民政府正式下令废止《反省院条例》。

## 设置
- 首都反省院，设在南京。1931年3月，国民政府颁布了《首都反省院组织条例》，对《反省院条例》补充了若干规定。1931年8月，司法行政部任命廖维藩为“首都反省院”院长，负责筹建工作。1935年7月，院长改由廖家楠担任。1936年1月1日，“首都反省院”正式成立，并租定南京党公巷31号作为临时院址，同时由财政部拨建筑设备费20万元，在南京和平门外晓庄师范与燕子矶之间购地0.67公顷筹建新院舍吉祥村1号以及“反省人”劳动的窑场与农场。1936年9月新舍建成投入使用。 下设总务、管理、训育三个科和一个评判委员会（由院长、各科主任、中央党部所指派人员一人、最高法院推事一人、最高法院检察官一人组成）。[4]“反省人”基本都来自南京老虎桥模范监狱的政治犯，其中文化程度低的送苏州反省院。据该反省院在押的乐于弘回忆，上午三堂课，分别是三民主义、唯生哲学、五权宪法，下午和晚上在号房内自习，所有听讲笔记与反省笔记要逐日交训育员检查。[5]
- 江苏反省院设在苏州，院长刘云。有“政治犯”200多人。按“反省人”文化程度高低被分别编为四个组，即甲组、乙组、丙组、研究组。研究组的成员均系大学教授、著名作家，如彭康、李初梨、柯仲平、刘仁静等。甲组是高中及大学文化程度，以学习为主；乙组是初中文化，半天学习半天劳动；丙组是小学程度和文盲，以劳动为主。[6]
- 安徽反省院院长仲健辉，设在安庆饮马塘监狱内,后又搬迁至黄家狮陆军监狱，关押了任弼时、王步文、柳毅夫等人。[7][8]
- 湖北反省院院长郭良牧
- 湖南反省院
- 福建反省院
- 浙江反省院：1928年5月蒋介石指示浙江省党部在浙江省特种刑事法庭下试办浙江反省院。 院长沈定一、副院长钱西樵。1929年6月正式成立。
- 山西自新院：1928年春阎锡山设立。
- 河南反省院院长黄凯
- 重庆反省院：刘湘下令建立。
- 江西反省院：院长范争波。1933年10月7日，建立“南昌行营临时感化院”，合并了江西反省院。改变了以前红军战俘被剿共军队与地方士绅肆意杀掉的政策，转变为对红军人员政治诱降、优待投诚分子的政策，推行“三分军事、七分政治”的方针。筹备主任武军平（陈诚、南昌行营第四厅（政治厅）厅长朱怀冰在保定军校的同期同学）。1934年2月，原址拟建南昌军用机场，感化院迁往九江。1934年11月28日，蒋介石电示熊式辉在南昌行营军法处枪决武军平。[9]随着红军长征进程，陆续开办了重庆、成都、宜昌、西安4所收容所。1935年11月25日结束，在押被感化人情节较重者移交各省反省院，其余悉数编入武汉行营感化工程队担任钟祥筑堤及金口农场建设。
- 军人反省院
  - 北平军人反省分院：位于草岚子胡同